# Periclimenes paivai
Periclimenes paivai är en kräftdjursart som beskrevs av Fenner A. Chace 1969. Periclimenes paivai ingår i släktet Periclimenes och familjen Palaemonidae. Inga underarter finns listade i Catalogue of Life.